# Великий Каменець
Вельки Каменец (словац. Veľký Kamenec) — село в окрузі Требішов Кошицького краю Словаччини. Площа села 12,72 км². Станом на 31 грудня 2016 року в селі проживало 772 жителі.

## Географія
Протікають річка Велька Крчава і Горноберецький канал.

## Історія
Перші згадки про село датуються 1280 роком.

## Населення
| Рік:            | 1994. | 2004.   | 2014.   | 2024.    |
| --------------- | ----- | ------- | ------- | -------- |
| Кількість осіб: | 886   | 838     | 797     | 693      |
| Різниця:        |       | -5,41 % | -4,89 % | -13,04 % |

| Рік:            | 2023. | 2024.   |
| --------------- | ----- | ------- |
| Кількість осіб: | 708   | 693     |
| Різниця:        |       | -2,11 % |